# Let’s Talk About Love (album Céline Dion)
Let’s Talk About Love – piąty anglojęzyczny studyjny album Céline Dion, wydany 15 listopada 1997 roku. Po ogromnym sukcesie poprzedniej płyty Falling into You, piosenkarka postanowiła pójść za ciosem i nagrała sequel tego albumu. Płytę Let’s Talk About Love nagrywano w Londynie, Nowym Jorku oraz Los Angeles. Na krążku gościnnie z Dion zaśpiewali: Barbra Streisand (Tell Him), Bee Gees (Immortality), Luciano Pavarotti (I Hate You Then I Love You), Carole King oraz sir George Martin (The Reason), Bryan Adams (Let’s Talk About Love) i pochodząca z Jamajki piosenkarka Diana King (Treat Her Like a Lady). Dzięki tej płycie oraz singlom z niej pochodzącym Dion została obsypana nagrodami m.in. Grammy, American Music Awards, Billboard Music Awards czy World Music Awards.
Na początku album miał nazywać się The Reason, w ostatniej chwili nazwę zmieniono na Let’s Talk About Love. W ostatniej chwili z tracklisty albumu usunięto także wyprodukowaną przez Jima Steimana kompozycję Is Nothing Scared i zastąpiono ją utworem Where Is the Love. Różnorodna brzmieniowo płyta zawiera kilka coverów m.in. When I Need You Leo Sayera, Love Is on the Way Billy’ego Portera czy Let’s Talk About Love Jana-Jacques’a Goldmana. Z kolei utwór Amar Haciendo el Amor jest hiszpańskojęzyczną adaptacją nagranej przez Billy’ego Manna w 1996 roku piosenki You Only Love Once.
Pierwszym singlem z albumu był nagrany w duecie z Barbrą Streisand utwór Tell Him. Jednak dopiero po wydaniu ballady My Heart Will Go On będącej motywem przewodnim filmu Titanic o płycie zrobiło się bardzo głośno. Utwór na początku 1998 roku wdarł się szturmem na pierwsze miejsca list przebojów na całym świecie nie schodząc z nich przez blisko pół roku. Piosenkę nagrodzono Oscarem w kategorii Najlepsza oryginalna piosenka filmowa oraz nagrodą Grammy w kategorii Piosenka roku. Z albumu poza Stanami Zjednoczonymi wydano także nagraną z Bee Gees kompozycję Immortality. W wybranych europejskich krajach ukazał się singel z piosenką The Reason oraz Treat Her Like a Lady zaś w Japonii Be the Man. Z płyty wydano także trzy single promocyjne: Miles to Go (Before I Sleep) (w Kanadzie), I Hate You Then I Love You (we Włoszech) oraz When I Need You (w Brazylii).
Krążek jest jednym z najlepiej sprzedających się albumów lat 90. w Europie, gdzie został certyfikowany przez IFPI jako dziewięciokrotnie platynowy. Certyfikat wkrótce powinien zostać odnowiony, gdyż fizyczna sprzedaż płyty na starym kontynencie sięgnęła 10 milionów egzemplarzy. W Stanach Zjednoczonych płyta osiągnęła status dziesięciokrotnej platyny za ponad 10 milionów sprzedanych kopii. Album był w Stanach drugim najlepiej sprzedającym się krążkiem w 1997 roku. Z kolei w Kanadzie oraz w Japonii sprzedaż sięgnęła rekordowego poziomu ponad 1,5 mln egzemplarzy. W obu tych krajach płyta otrzymała certyfikat diamentowej płyty.

## Lista utworów
| #                                           | Tytuł                                                       | Autorzy                                           | Czas trwania |
| ------------------------------------------- | ----------------------------------------------------------- | ------------------------------------------------- | ------------ |
| 1.                                          | The Reason                                                  | C. King, M. Hudson, G. Wells                      | 5:01         |
| 2.                                          | Immortality (featuring the Bee Gees)                        | B. Gibb, R. Gibb, M. Gibb                         | 4:11         |
| 3.                                          | Treat Her Like a Lady (featuring Diana King and Brownstone) | D. King, A. Marvel, B. Mann, C. Dion              | 4:05         |
| 4.                                          | Why Oh Why                                                  | M. Sharron, D. Sembello                           | 4:50         |
| 5.                                          | Love Is On the Way                                          | P. Zizzo, D. Rich, T. Shafer                      | 4:25         |
| 6.                                          | Tell Him (with Barbra Streisand)                            | L. Thompson, W. Afanasieff, D. Foster             | 4:51         |
| 7.                                          | When I Need You                                             | A. Hammond, C. Bayer Sager                        | 4:12         |
| 8.                                          | Miles to Go (Before I Sleep)                                | C. Hart                                           | 4:40         |
| 9.                                          | Us                                                          | B. Pace                                           | 5:47         |
| 10.                                         | Just a Little Bit of Love                                   | M. Christensen, A. Roman, A. Jacobson             | 4:06         |
| 11.                                         | My Heart Will Go On (love theme from Titanic)               | J. Horner, W. Jennings                            | 4:40         |
| 12.                                         | Where Is the Love                                           | C. Hart                                           | 4:55         |
| 13.                                         | I Hate You Then I Love You (with Luciano Pavarotti)         | T. Renis, M. Falla, A. Testa, F. Testa, N. Newell | 4:42         |
| 14.                                         | Let’s Talk About Love                                       | B. Adams, J.J. Goldman, E. Kennedy                | 5:12         |
| Utwór bonusowy w USA                        |                                                             |                                                   |              |
| 15.                                         | To Love You More                                            | D. Foster, J. Miles                               | 5:28         |
| Utwór bonusowy w Kanadzie                   |                                                             |                                                   |              |
| 15.                                         | Amar Haciendo el Amor                                       | B. Mann, D. Rich, M. Benito                       | 4:12         |
| Utwory bonusowe w Australii, Azji i Europie |                                                             |                                                   |              |
| 15.                                         | Amar Haciendo el Amor                                       | B. Mann, D. Rich, M. Benito                       | 4:12         |
| 16.                                         | Be the Man                                                  | D. Foster, J. Miles                               | 4:39         |

## Certyfikaty i sprzedaż
| Kraj              | Certyfikat           | Sprzedaż   | Najwyższa pozycja |
| ----------------- | -------------------- | ---------- | ----------------- |
| Argentyna         | 5 x platynowa płyta  | 300 000    | -                 |
| Australia         | 6 x platynowa płyta  | 420 000    | 1(5)              |
| Austria           | 2 x platynowa płyta  | 100 000    | 1(3)              |
| Belgia (Walonia)  | 4 x platynowa płyta  | 200 000    | 1(7)              |
| Brazylia          | -                    | 1 000 000  | -                 |
| Dania             | platynowa płyta      | 40 000     | 1(5)              |
| Europa            | 9 x platynowa płyta  | 10 000 000 | 1(10)             |
| Filipiny          | 3 x platynowa płyta  | 90 000     | 1                 |
| Finlandia         | platynowa płyta      | 100 000    | 1                 |
| Francja           | diamentowa płyta     | 1 200 000  | 1(7)              |
| Hiszpania         | 4 x platynowa płyta  | 450 000    | 3                 |
| Holandia          | 5 x platynowa płyta  | 550 000    | 1(11)             |
| Japonia           | diamentowa płyta     | 1 500 000  | 5                 |
| Kanada            | diamentowa płyta     | 1 800 000  | 1(2)              |
| Niemcy            | 3 x platynowa płyta  | 1 500 000  | 1(5)              |
| Norwegia          | 4 x platynowa płyta  | 225 000    | 1(9)              |
| Nowa Zelandia     | 9 x platynowa płyta  | 140 000    | 1(8)              |
| Polska            | 2 x platynowa płyta  | 200 000    | 1                 |
| Portugalia        | 3 x platynowa płyta  | 120 000    | 3                 |
| Stany Zjednoczone | diamentowa płyta     | 10 550 000 | 1                 |
| Szwajcaria        | 6 x platynowa płyta  | 300 000    | 1(6)              |
| Szwecja           | 6 x platynowa płyta  | 325 000    | 1(9)              |
| Wielka Brytania   | 6 x platynowa płyta  | 2 000 000  | 1(5)              |
| Włochy            | 10 x platynowa płyta | 1 100 000  | 1(7)              |